# New Blood (film)
Pour l'album de Peter Gabriel, voir New Blood.
Pour plus de détails, voir Fiche technique et Distribution.
New Blood est un film britannique réalisé par Michael Hurst, sorti en 1999.

## Synopsis
La fille d'Alan White est en attente d'une greffe du cœur. Le fils d'Alan, Danny, qu'il n'a pas vu depuis des années, débarque chez son père après s'être fait tirer dessus. Alan y voit une occasion d'aider sa fille.

## Fiche technique
- Titre : New Blood
- Réalisation : Michael Hurst
- Scénario : Michael Hurst
- Musique : Jeff Danna
- Photographie : David Pelletier
- Montage : Michael Doherty
- Production : Michael Cowan, Andy Emilio et Jason Piette
- Société de production : Applecreek Productions, Screenland Pictures et Spice Factory
- Pays :  Royaume-Uni et  Canada
- Genre : Action et thriller
- Durée : 98 minutes
- Dates de sortie : 
  -  Suède : novembre 1999 (festival international du film de Stockholm)
  -  France : 10 janvier 2001
  -  Royaume-Uni : 7 octobre 2002 (vidéo)

## Distribution
- John Hurt : Alan White
- Nick Moran : Danny White
- Carrie-Anne Moss : Leigh
- Shawn Wayans : Valentine
- Joe Pantoliano : Hellman
- Goûchy Boy : Lawrence
- A.C. Peterson : Frayerling
- Eugene Robert Glazer : M. Ryan
- Arthur Eng : Yin Yang
- Alex Karzis : Webster
- Richard Fitzpatrick : lieutenant Caldercourt
- Hardee T. Lineham : détective Berkley
- Johnathan Wilson : détective Harris
- Rob Freeman : Robert Williams

## Accueil
Jean-Baptiste Brouet pour Première évoque un film « violent, pas crédible, morbide, brouillon et pourtant intéressant ». Jacques Morice pour Télérama décrit le film comme « un polar gigogne maîtrisé mais saoulant ». Thomas Sotinel pour Le Monde n'a pas apprécié le film et l'estime sous influence du style de Quentin Tarantino.